# Pseudomma sarsii
Pseudomma sarsii är en kräftdjursart som beskrevs av Sars 1884. Pseudomma sarsii ingår i släktet Pseudomma och familjen Mysidae. Inga underarter finns listade i Catalogue of Life.